# Malolaktisk jäsning
Malolaktisk jäsning är inom vintillverkning namnet på den process under vilken bakterier gör om äppelsyra till mjölksyra varvid vinet blir mjukare och rundare. Namnet är dock något missvisande eftersom det inte handlar om en traditionell jäsning med jästsvampar. Det är istället enzymer som står för omvandlingen. Enzymerna produceras av vissa mjölksyrabakterier.
Då vinmusten genomgått alkoholjäsning tillsätts bakterier, antingen direkt eller genom att vinet överförs till för ändamålet avsedda fat. Med bakteriernas hjälp omvandlas sedan under några månaders tid, äppelsyran till mjölksyra och vinets pH-värde stiger. Malolaktisk jäsning används idag vid i stort sett all rödvinstillverkning och vid vitvinstillverkning i nordligare regioner där syrahalten i vinet (på grund av mindre mogna druvor) är högre och ett mindre syrligt vin är önskvärt. 
Malolaktisk jäsning kan ske naturligt under våren när temperaturen höjs, men vid kontrollerad vintillverkning startas processen genom att temperaturen höjs och vissa bakterier tillsätts. Vanligast är att vinet får "jäsa" färdigt malolaktiskt, men jäsningen kan avbrytas tidigare genom att temperaturen sänks och cirka 70-100 mg svaveldioxid per liter tillsätts.